# Koninklijke Fanfare de Ridder Jans Zonen Dadizele
De Koninklijke Fanfare de Ridder Jans Zonen Dadizele is een fanfareorkest uit Dadizele, nu deelgemeente van Moorslede, dat opgericht werd op 11 juli 1926. De vereniging is genoemd naar de 15e-eeuwse kasteelheer "Ridder Jan III van Dadizele" (23 februari 1432 tot 7 oktober 1481).

## Geschiedenis
Oorspronkelijk bestond er een fanfare "Met Vlijt en Eendracht", de eerste muziekvereniging te Dadizele. Binnen deze vereniging werd in 1903 een toneelgroep "De Ridder Jans Zonen" opgericht. Omdat er onenigheid in de vereniging was, namen in juli 1926 enige leden, die ook lid waren van de fanfare "Met Vlijt en Eendracht", ontslag en vormden een klein orkest onder leiding van de dirigent Kamiel Vandorpe. Dat was de geboorte van een nieuwe fanfare, voor wie op zondag 11 juli 1926 de officiële grondslag gelegd werd met de naam fanfare Ridder Jans Zonen.  
In 1928 werd het eerste vaandel gewijd en het orkest groeide spoedig. In 1936 werd op advies van de heer Vandorpe een nieuwe dirigent Julien Herman geïntroduceerd. Aan wedstrijden en tornooien heeft het fanfareorkest eerst na de Tweede Wereldoorlog in 1947 deelgenomen, en werden - ook in het buitenland - eervolle resultaten behaald. 
De fanfare is in 1951 ter gelegenheid van het 25-jarig jubileum het predicaat Koninklijk verleend. 
In 1953 promoveerde de fanfare onder leiding van Julien Herman van de 1e afdeling naar de ere-afdeling van de Federatie van Katholieke Muziekbonden (Fedekam) Vlaanderen. In 1963 werd muzikant en onderwijzer Walther Bekaert opvolger van Julien Herman als dirigent van de fanfare. Na de deelname aan een marstornooi in Avelgem werd er binnen de vereniging eveneens in 1963 een trommelkorps opgericht. 
Ook buiten de regio werd het fanfareorkest bekend, omdat opnames voor zowel de Belgische Radio- en Televisieomroep (BRT) als voor de regionale radio Kortrijk gemaakt werden. In het BRT 1 programma "Rond de Kiosk" werd in 1978 een reportage over de Koninklijke Fanfare de Ridder Jans Zonen Dadizele uitgezonden. 
Al lang wordt er ieder jaar een lenteconcert in het parochiaal centrum Den Ommeganck uitgevoerd.

## Tegenwoordig
Naast het fanfareorkest (70 spelende leden) beschikt de vereniging ook nog over een trommelkorps (20 leden) en het Jeugdorkest "Die Brugh" (50-tal jonge muzikanten). De fanfare Ridder Jans Zonen neemt sedert verscheidene jaren deel aan de provinciale toernooien, muziekwedstrijden ingericht door de culturele dienst van de provincie West-Vlaanderen.

## Dirigenten
- 1926-1936 Kamiel Vandorpe
- 1936-1963 Julien Herman
- 1963-1996 Walther Bekaert
- 1996-2020 Nick Vandendriessche
- 2020-2024 Hannes Verstraete
- 2024-Heden Gilles Demeurisse